# Exit (album av Darin)
Exit är ett musikalbum med Darin. Det släpptes den 30 januari 2013. Den första singeln, "Playing With Fire", släpptes den 18 januari. Tidigare hade "Nobody Knows" utgivits som singel. Även Darins tolkningar från Så mycket bättre kommer att finnas med på en Limited Edition.
Albumet toppade den svenska albumlistan och har sålt guld.

## Bakgrund
Darin släppte första singeln “Nobody Knows” 10 februari 2012. Tanken var att släppa två EPs, den första i april och den andra i augusti. Den första EPn skulle först släppas 4 april 2012 men flyttades fram till 14 april. Samtidigt gjorde Darin framträdande med två nya låtar från den kommande EPn “All Gone” och “Right To This Point”. EP-släppet flyttades sedan fram ytterligare en gång och den 11 juni meddelade Darins team att han inte längre skulle släppa två EPs utan att det istället skulle släppas ett album i början av 2013. Darin själv har berättat att anledningen till att projektet skrotades var att han helt enkelt inte var nöjd med det. Han tyckte låtarna var bra men att de inte passade honom där han var i livet just då och att han menade på att “jag kunde inte släppa något som inte var 110 procent. Det måste kännas grymt”.
I oktober åkte Darin på en låtskrivarturné i USA där han jobbade med världskända producenter såsom Jim Beanz, The Jackie Boys, Victoria Horn och RedOne. Tillsammans skrev dom 25 låtar varav 10 av dessa kom med på albumet. Följande månader avslöjade Darin att albumet skulle släppas i januari 2013 och att albumet skulle heta Exit. Darin har senare berättat att albumets titel kommer av att det dels kändes som ett avslut för honom av den typ av musiken som han har gjort och dels för att många av låtarna på albumet handlar om en jobbig relation som han lämnade.

## Låtlista
Skiva 1
1. "Playing with Fire" 3:25 (Darin Zanyar/J Nick/Jim Beanz)
2. "Before I Pass Out" (featuring Lil Jon) 3:34 (Darin Zanyar/J Nick/Jim Beanz/Lil Jon)
3. "Surrender" 3:23 (Darin Zanyar/Adam Baptiste/Sacha Skarbek/Lorenzo Cosi)
4. "What It's Like" 4:29 (Darin Zanyar/Jim Beanz)
5. "F Your Love" 3:59 (Darin Zanyar/J Nick/Jim Beanz)
6. "Check You Out" 3.21 (Darin Zanyar/David Gamson/Angel)
7. "Give Me Tonight" 3:33 (Darin Zanyar/Lars Jensen/Tim McEwan)
8. "Same Old Song" 4:11 (Darin Zanyar/Jim Beanz)
9. "That Love" 3:17 (Darin Zanyar/Carlos Battey/Steven Battey/Luke Madden/Victoria Horn)
10. "Nobody Knows 3:36 (Darin Zanyar/Tony Nilsson/Niklas Rune/Bilal Hajji)

Skiva 2 - Tolkningarna
1. "En apa som liknar dig" 3:45 (Olle Ljungström/Heinz Liljedahl)
2. "I can't get you off my mind" 3:12 (Linda Karlsson/Sonny Gustavsson)
3. "Stockholm" 2:43 (Pugh Rogefeldt)
4. "Seven Days a Week" 3:37 (Fredrik Blond/Félix Rodríguez/Jesper Anderberg/Johan Bengtsson/Maja Ivarsson)
5. "Astrologen" 3:11 (Magnus Uggla)
6. "Magdalena (Livet före döden)" 3:32 (Kristian Anttila)

## Listplaceringar
| Lista (2013) | Topplacering |
| ------------ | ------------ |
| Sverige      | 1            |